# Benazepril
Benazeprilul este un medicament antihipertensiv, fiind utilizat în tratamentul hipertensiunii arteriale și a insuficienței cardiace. Acționează ca inhibitor al enzimei de conversie a angiotensinei (IECA). Calea de administrare disponibilă este cea orală. Este utilizat și veterinar.
Benazeprilul a fost brevetat în 1981 și a fost aprobat pentru uz medical în 1990. A fost creat de chimistul Mahesh Desai. Este disponibil sub formă de medicament generic.